# Orii Takao
Orii Takao (折井 孝男) là một cầu thủ bóng đá nữ người Nhật Bản.
Orii Takao đã dẫn dắt Đội tuyển bóng đá nữ quốc gia Nhật Bản từ 1984.